# Журиков, Сергей Викторович
Сергей Викторович Журиков (род. 10 августа 1977, Фрунзе) — российский хоккеист, защитник. Тренер.

## Биография
Воспитанник орского хоккея. Выступал за команды «Металлург» Новотроицк (1993/94 — 1994/95), «Юниор» Курган (1994/95), «Лада» Тольятти (1995/96, 1996/97 — 1998/99), «Кристалл» Саратов (1995/96, 2000/01), «Химик» Энгельс (1996/97), ЦСК ВВС Самара (1998/99), «Северсталь» Череповец (1999/2000), «Липецк» (2001/02), «Химик» Воскресенск (2002/03), «Торпедо» Нижний Новгород (2003/04 — 2004/05, 2006/07) «Салават Юлаев» (2005/06) «Металлург» Новокузнецк (2006/07), ХК МВД (2007/08), «Автомобилист» Екатеринбург (2007/08), «Торос» Нефтекамск (2008/09), «Южный Урал» Орск (2009/10, 2013/14), «Рубин» Тюмень (2010/11 — 2013/14), «Зауралье» Курган (2014/15),
«Алматы» (2015/16), «Кулагер» Петропавловск (2016/17), «Буран» Воронеж (2017/18).
С 2018 года — тренер в ЦСП «Тюменский легион».